# Krutjë
Krutjë là một xã trong quận Lushnjë thuộc hạt Fier, Albania. Dân số năm 2005 là 9047 người.